# Manuel Aringarosa
Manuel Aringarosa är en litterär figur i Dan Browns bästsäljande spänningsroman Da Vinci-koden (2003) samt i filmatiseringen av denna, där han spelas av Alfred Molina. Biskop Aringarosa är den katolska lekmannarörelsen Opus Deis globala överhuvud och albinomunken Silas beskyddare.

## I boken
Fem månader före berättelsens början har Aringarosa kallats av Vatikanen till ett möte på ett astronomiskt observatorium i de italienska Apenninerna och får höra, till sin stora förvåning, att påven om sex månader kommer att dra tillbaka sitt ekonomiska stöd till Opus Dei. Eftersom Aringarosa anser att Opus Dei är den kraft som hindrar den romersk-katolska kyrkan från att sönderfalla i vad han ser som korruption i modern tid, menar han att hans religiösa övertygelse kräver att han vidtar åtgärder för att rädda Opus Dei. Kort efter mötet med Vatikanens tjänstemän kontaktas han av en mystisk person som kallar sig "Läraren" och som på något sätt fått kännedom om det hemliga mötet. Läraren informerar honom om att han kan leverera en artefakt till Aringarosa som är så värdefull för kyrkan att den kommer att ge Opus Dei extremt inflytande över Vatikanen. Artefakten är i själva verket en "nyckelsten" med ledtrådar som leder till den legendariska heliga graal. Trots att Läraren inte ger honom några kontaktuppgifter är Aringarosa mycket exalterad och går gärna med på att samarbeta.
Läraren begär att Aringarosa och Silas inte får kommunicera under en kort period, medan Silas gör som han befallt. Utan Aringarosas vetskap instruerar Läraren Silas att döda de fyra högsta medlemmarna i Prieuré de Sion, ett hemligt sällskap som lovat att skydda hemligheten om den heliga graal. Samma natt som Silas dödar prioratets stormästare Jacques Saunière far Aringarosa enligt Lärarens anvisningar till Castel Gandolfo för att hämta obligationer från Vatikanen värda tjugo miljoner euro. När han ger sig av blir Aringarosa plötsligt rädd för att Läraren ska misstänka att han kommer fly med pengarna, då han inte är kontaktbar i bergen utan telefonsignal. Eftersom han inte har möjlighet att ta kontakt med Läraren ringer han till Opus Deis högkvarter för att fråga om han har några meddelanden. Till Aringarosas förvåning kommer det enda meddelandet inte från Läraren, utan från den franska poliskaptenen Bezu Fache. Fache berättar att en nunna vid namn Sandrine Bieil har blivit mördad. Han ber Aringarosa om information. Aringarosa inser att Silas ligger bakom mordet på syster Bieil och att Läraren har lurat honom. Han berättar allt för Fache, och Fache inser då att han felaktigt anklagat Harvard-professorn Robert Langdon för mordet på Jacques Saunière.
Fache försöker spåra Langdon som fortfarande tror att Fache ämnar gripa honom. Aringarosa tar ett flyg till Paris för att möta upp Fache och hitta Silas. Han informeras senare om att Langdon och hans medhjälpare flytt till London med en kidnappad Silas, så han reser dit i stället. Under tiden, efter att ha ställt till med en falsk kidnappning av Silas, ringer Sir Leigh Teabing (som visar sig vara Läraren) ett anonymt samtal till polisen och talar om för dem att Silas vistas i Londons Opus Dei-center. Aringarosa skyndar dit efter ankomsten till London och ser Silas skjuta mot polisen. Fylld med misstro försöker Aringarosa stoppa Silas, som då skjuter honom av misstag. Han förs med ambulans till sjukhus och återhämtar sig strax efter. Silas avlider dock av skottskadorna orsakade under kampen mot polisen. I ånger över Silas avslöjanden ber Aringarosa Fache skänka obligationerna till familjerna till Silas offer.

## I filmen
I filmen är Aringarosa medlem i en hemlig organisation som vill förstöra den heliga graal och dess blodslinje. Hans karaktär är mer girig och illvillig än vad som framkommer i boken och han lurar till och med Bezu Fache att tro att Langdon är mördaren. I slutet av filmen placeras han i husarrest av Fache.